# Lake Placid vs. Anaconda
Lake Placid vs. Anaconda (Pânico no Lago vs. Anaconda (título em Portugal) ou Pânico no Lago: Projeto Anaconda (título no Brasil)), é um telefilme de horror dirigido por A. B. Stone e escrito por Berkeley Anderson. O filme é um crossover de Lake Placid e Anaconda, curiosamente é a quinta sequência de ambos.
Robert Englund reprisa seu papel como Jim Bickerman, que sobreviveu ao ataque dos crocodilos em Lake Placid: The Final Chapter. O filme estreou no canal Syfy em 25 de abril de 2015, a data de estreia em DVD foi em 4 de agosto do mesmo ano.

## Sinopse
Em Clear Lake, Maine. Duas criaturas, que eram cobaias em uma instalação de pesquisa, escapam devido a um acidente. Agora soltas e na rota de uma irmandade feminina, ambas as criaturas lutarão uma contra a outra.

## Elenco
- Corin Nemec como Will "Tully" Tull
- Yancy Butler como Xerife Reba
- Skye Lourie como Bethany Tull
- Robert Englund como Jim Bickerman
- Stephen Billington como Beach
- Annabel Wright como Sarah Murdoch
- Oliver Walker como Ferguson
- Laura Dale como Tiffani
- Ali Eagle como Margo
- Georgina Phillips como Jennifer
- Heather Gilbert como Jane
- Jenny May Darcy como Melissa
- Nigel Barber como Prefeito